# ولادیمیر موراویف
ولادیمیر نیکلایوویچ موراویف (روسی: Муравьёв, Владимир Николаевич؛ ۲۳ ژانویهٔ ۱۹۱۴ – ۲۸ اوت ۱۹۷۳) بازیگر اهل جمهوری فدراتیو سوسیالیستی روسیه شوروی بود. وی در سال ۱۹۵۷ به‌عنوان «هنرمند شایسته جمهوری فدراتیو سوسیالیستی روسیه» انتخاب شد.
از فیلم‌ها یا مجموعه‌های تلویزیونی که وی در آن‌ها نقش داشته است می‌توان به ابله اشاره نمود.